# Aeroportul Elazığ
Aeroportul Elazığ (IATA: EZS, ICAO: LTCA) este un aeroport din Elazığ, Provincia Elazığ, Turcia ce deservește zona Elazığ. Aeroportul a fost tranzitat în 2022 de 666.724 de pasageri. A fost deschis în 1940.
Situat la o altitudine de 892 m, aeroportul dispune de 1 pistă.

## Infrastructură

### Piste
Aeroportul dispune de o singură pistă. Pista 07/25 are suprafața de asfalt și dimensiunile 3.000 m × 45 m. 